# Хантсвилл (Алабама)
Ха́нтсвилл (англ. Huntsville) — город в США, расположенный в северной части штата Алабама на плато Камберленд. Центр округа Мэдисон. Население — 171 327 человек (2007 год), с населением городского округа — 395 645 человек (2008 год). Стоит на реке Теннесси.
Город делится на пять административных районов: Северо-западный, Восточный, Юго-восточный, Юго-западный и Западный.
Около города расположен международный аэропорт Хантсвилл-Декейтер.

## История
Город основан в 1805 году, назван в честь основателя Джона Ханта. Хантсвилл стал первым населённым пунктом штата, получившим статус города (1811 год). В городе проходил конституционный конвент штата, в 1819 году город был столицей штата. Долгое время город был центром торговли кукурузой, хлопком, текстильными изделиями.
В 1862 году Хантсвилл был захвачен войсками северян.
До 1940 года Хантсвилл был маленьким городком, его быстрый рост начался во время Второй мировой войны, когда около города расположился центр производства боеприпасов — Редстоунский арсенал, который в 1950-е годы был преобразован в центр ракетостроения, где работала команда Вернера фон Брауна. В 1960 году центр был передан НАСА и получил имя Джорджа Маршалла; Космический центр Маршалла стал одним из базовых объектов управления космическими полётами.
Хантсвилл — город ракетостроителей, в котором разрабатывали и производили баллистические ракеты для армии и ракеты-носители для космических аппаратов. В первый раз российские космонавты посетили город в 1992 году.

## Климат
Город расположен в зоне влажного субтропического климата (Cfa).
Лето дождливое и жаркое, зима довольно тёплая, средние максимальные температуры колеблются от 31,6 градусов по Цельсию летом до 9,4 градусов зимой. Весной и осенью возможны торнадо.
Снежный покров бывает редко, однако случаются такие аномальные выпадения осадков, как 1 января 1963 года, когда выпало 43 см снега за сутки.
| Показатель                    | Янв.  | Фев.  | Март  | Апр. | Май  | Июнь | Июль | Авг. | Сен. | Окт. | Нояб. | Дек.  | Год   |
| ----------------------------- | ----- | ----- | ----- | ---- | ---- | ---- | ---- | ---- | ---- | ---- | ----- | ----- | ----- |
| Абсолютный максимум, °C       | 26,1  | 28,3  | 32,2  | 35,0 | 37,2 | 42,3 | 43,9 | 42,2 | 42,2 | 35,6 | 28,9  | 27,2  | 43,9  |
| Средний суточный максимум, °C | 10,7  | 13,3  | 18,3  | 23,1 | 27,4 | 31,2 | 32,6 | 32,7 | 29,4 | 23,7 | 17,6  | 11,9  | 22,7  |
| Средняя температура, °C       | 5,3   | 7,6   | 11,9  | 16,6 | 21,3 | 25,4 | 27,0 | 26,7 | 23,2 | 17,1 | 11,5  | 6,6   | 16,7  |
| Средний суточный минимум, °C  | −0,1  | 1,9   | 5,7   | 10,0 | 15,2 | 19,5 | 21,3 | 20,8 | 16,9 | 10,6 | 5,4   | 1,3   | 10,7  |
| Абсолютный минимум, °C        | −23,9 | −22,2 | −14,4 | −4,4 | 0,0  | 5,6  | 9,4  | 10,0 | 2,8  | −5   | −17,2 | −19,4 | −23,9 |
| Норма осадков, мм             | 124   | 123   | 132   | 110  | 130  | 109  | 103  | 92   | 95   | 91   | 126   | 147   | 1382  |
| Источник: «Погода и Климат»   |       |       |       |      |      |      |      |      |      |      |       |       |       |

## Демографическая обстановка
По результатам переписи населения в 2000 году в городе насчитывалось 158 216 человек, 66 742 домовладений и 41 713 семей. Плотность населения была 351 человек на квадратный километр. Имелось 73 670 единиц жилья при средней плотности 163,4 на квадратный километр. 

Расовый состав города: 64,47 % белых, 30,21 % афроамериканцев, 0,54 % индейцев, 2,22 % азиатов, 0,06 % выходцев с тихоокеанских островов, 0,66 % других рас и 1,84 % смешанных (двух или более рас). Испаноязычных 2,04 % населения.
Зарегистрированы 66 742 домашних хозяйств, в которых 27,6 % были с детьми в возрасте до 18 лет, 45,5 % были супружеские пары, живущие вместе, 13,7 % были неполными семьями, а 37,5 % не являлись семейными. 32,3 % всех домовладений состоят из отдельных лиц и 9,2 % из них в возрасте 65 лет или старше. Средний размер семьи был 2,91 человека.

## Промышленность
В городе производятся автомобили «Крайслер», радиоэлектроника. Также продукция ракетно-космической отрасли: в этом «ракетном городе США» была разработана первая американская ракета-носитель «Юпитер-С», ракеты-носители для лунной программы, шаттлы.
Развита химическая промышленность.
В Хантсвилле находятся штаб-квартиры компаний Intergraph и Digium.

## Образование
В городе расположены Алабамский университет (Alabama State University, 1951), Оуквудский колледж (Oakwood College, 1896), Алабамский сельскохозяйственный технический университет (Alabama Agricultural and Mechanical University, 1875).

## Культура
- самый большой в мире музей космоса;
- художественный музей (Huntsville Museum of Art);
- ботанический сад.

## Города-побратимы
- Тайнань (Тайвань)[6]